# June Travis
June Travis, pseudonimo di June Dorothea Grabiner (Chicago, 7 agosto 1914 – Chicago, 14 aprile 2008), è stata un'attrice statunitense, nota per essere stata soprannominata la regina dei B-movies.

## Biografia
Suo padre, Harry Grabiner, era vicepresidente della squadra di baseball Chicago White Sox durante gli anni trenta. Studiò prima alla Parkside Grammar School di Chicago e poi alla UCLA, ma fece ritorno in Illinois dove completò il suo percorso formativo presso l'Università di Chicago. 
Mentre era al seguito della squadra del padre, venne notata da un impresario della Paramount Pictures che le offrì un provino negli studi di Pasadena. Tuttavia, dopo essere stata scritturata ed essersi trasferita a Los Angeles per seguire la scuola di recitazione alla University of California, rescisse quasi immediatamente il contratto in quanto veniva letteralmente colta da crisi di panico ogni qual volta stava per entrare sul set. Tuttavia tentò nuovamente di entrare nel mondo del cinema poco dopo il primo insuccesso, accettando un contratto per una casa cinematografica di Palm Springs. 
Fece il suo esordio cinematografico nella pellicola Il ponte (1935), per la regia di Frank Borzage, al fianco di Kay Francis e George Brent. Dopo altri ruoli molto marginali in diverse pellicole, ebbe la sua prima parte di una certa rilevanza nel film Jailbreak (1936), come antagonista dell'attore e musicista Barton MacLane. Nello stesso anno venne diretta da Howard Hughes nella pellicola avventurosa Brume, basata sulle imprese e gli amori di uno spericolato pilota (James Cagney); per meglio calarsi nel personaggio, l'attrice prese lezioni di volo e di lancio dal paracadute dalla celebre pioniera dell'aria Amelia Earhart. In seguito interpretò il ruolo della segretaria di Perry Mason (impersonato dall'attore Ricardo Cortez) nel poliziesco Il mistero del gatto grigio (1936), diretto da William C. McGann.
Lanciata ormai nell'universo dei cosiddetti B-movie, la Travis ne divenne la vera e propria regina, tuttavia, all'età di soli 24 anni, decise di fare ritorno nella sua città natale e di lasciare Hollywood.
Nel giugno del 1940 sposò il finanziere Fred Friedlob, dal quale ebbe due figlie, Cathy e June Jr. Dopo il suo ritorno a casa, l'attrice accettò di tornare sul set solo in due occasioni, la prima per La diva (1952), al fianco di Bette Davis, pellicola dove diede il meglio delle sue doti di interprete, e nel 1965, quando accettò di interpretare Monster a-Go Go, una pellicola fantascientifica di scarso livello del regista Bill Rebane.
Dopo il suo definitivo ritiro dal cinema, la Travis iniziò a calcare il palcoscenico dei teatri di Chicago, interpretando con successo al Chicago's Goodman Theatre, una versione del Re Lear, al fianco dell'attore Morris Carnovsky, al quale seguirono numerosi altri successi, tra i quali The Pleasure of His Company, accanto a Douglas Fairbanks Jr., The Philadelphia Story, al fianco di Lee Radziwill e I Found April, con Jeanne Crain.
Alla morte del marito, dopo 40 anni di matrimonio, non si risposò più, e morì all'età di 93 anni in un ospedale di Chicago per le complicazioni di un attacco cardiaco che l'aveva colpita qualche giorno prima.

## Filmografia
- Il ponte (Stranded), regia di Frank Borzage (1935)
- Don't Bet on Blondes, regia di Robert Florey (1935) (non accreditata)
- Broadway Gondolier, regia di Lloyd Bacon (1935) (non accreditata)
- Il re della risata (Bright Lights), regia di Busby Berkeley (1935) (non accreditata)
- The Case of the Lucky Legs, regia di Archie Mayo (1935) (non accreditata)
- L'ammiraglio (Shipmates Forever), regia di Frank Borzage (1935)
- Il dottor Socrate (Dr. Socrates), regia di William Dieterle (1935)
- Broadway Hostess, regia di Frank McDonald (1935)
- Brume (Ceiling Zero), regia di Howard Hawks (1936)
- Times Square Playboy, regia di William C. McGann (1936)
- L'irresistibile (Earthworm Tractors), regia di Ray Enright (1936)
- La tigre del Bengala (Bengal Tiger), regia di Louis King (1936)
- Jailbreak, regia di Nick Grinde (1936)
- The Big Game, regia di John Nichols Jr. ed Edward Killy (1936)
- Il mistero del gatto grigio (The Case of the Black Cat), regia di William C. McGann (1936)
- Muraglia inviolabile, regia di Frank McDonald (1936)
- Join the Marines, regia di Ralph Staub (1937)
- Circus Girl, regia di John H. Auer (1937)
- Men in Exile, regia di John Farrow (1937)
- Love Is on the Air, regia di Nick Grinde (1937)
- Exiled To Shanghai, regia di Nick Grinde (1937)
- Over the Goal, regia di Noel M. Smith (1937)
- Il gigante biondo (The Kid Comes Back), regia di B. Reeves Eason (1938)
- Muraglia inviolabile (Over the Wall), regia di Frank McDonald (1938)
- Go Chase Yourself, regia di Edward F. Cline (1938)
- The Marines Are Here, regia di Phil Rosen (1938)
- Eroe per forza (The Gladiator), regia di Edward Sedgwick (1938)
- Mr. Doodle Kicks Off, regia di Leslie Goodwins (1938)
- The Night Hawk, regia di Sidney Salkow (1938)
- Little Orphan Annie, regia di Ben Holmes (1938)
- Federal Man-Hunt, regia di Nick Grinde (1938)
- La diva (The Star), regia di Stuart Heisler (1952)
- Monster a-Go Go, regia di Bill Rebane (1965)